# Communauté de communes du Lodévois - Larzac
La communauté de communes du Lodévois - Larzac est une ancienne communauté de communes française, située dans le département de l'Hérault et la région Occitanie.

## Historique
Elle est créée en 1992. Elle fusionne en décembre 2008 avec la communauté de communes du Lodévois ainsi que deux communes isolées, Celles et Saint-Michel, pour constituer la communauté de communes Lodévois et Larzac.

## Territoire communautaire

### Géographie
Elle est située dans la vallée de la Lergue, à l'est de Lodève, ainsi que dans la partie héraultaise du plateau du Larzac.

### Composition
Elle regroupait les 15 communes suivantes :
| Nom                                      | Code Insee | Gentilé              | Superficie (km2) | Population (dernière pop. légale) | Densité (hab./km2) |
| ---------------------------------------- | ---------- | -------------------- | ---------------- | --------------------------------- | ------------------ |
| Soubès (siège)                           | 34304      | Soubésiens           | 12,35            | 911 (2014)                        | 74                 |
| Le Caylar                                | 34064      | Caylarés             | 22,08            | 444 (2014)                        | 20                 |
| Le Cros                                  | 34091      | Croisais             | 22,45            | 54 (2014)                         | 2,4                |
| Fozières                                 | 34106      | Foziérais            | 5,43             | 173 (2014)                        | 32                 |
| Olmet-et-Villecun                        | 34188      | Olmetois-Villecunois | 9,55             | 142 (2014)                        | 15                 |
| Pégairolles-de-l'Escalette               | 34196      | Pégairollais         | 32,13            | 145 (2014)                        | 4,5                |
| Poujols                                  | 34212      | Poujolains           | 2,86             | 157 (2014)                        | 55                 |
| Saint-Étienne-de-Gourgas                 | 34251      | Gorgasiens           | 19,43            | 453 (2014)                        | 23                 |
| Saint-Jean-de-la-Blaquière               | 34268      | Blaquièrois          | 17,22            | 647 (2014)                        | 38                 |
| Saint-Maurice-Navacelles                 | 34277      | Saint-Mauriciens     | 68,60            | 168 (2014)                        | 2,4                |
| Saint-Pierre-de-la-Fage                  | 34283      | Saint-Pierrais       | 18,60            | 114 (2014)                        | 6,1                |
| Saint-Privat                             | 34286      | Privatois            | 26,90            | 422 (2014)                        | 16                 |
| Sorbs                                    | 34303      | Sorbois              | 20,20            | 36 (2014)                         | 1,8                |
| Soumont                                  | 34306      | Soumontais           | 11,04            | 188 (2014)                        | 17                 |
| La Vacquerie-et-Saint-Martin-de-Castries | 34317      | Vacquerois           | 43,05            | 177 (2014)                        | 4,1                |